# 53-й кинофестиваль в Сан-Себастьяне
53-й кинофестиваль в Сан-Себастьяне проходил с 15 по 24 сентября 2005 года в Сан-Себастьяне (Страна Басков, Испания).

## Жюри
- Анжелика Хьюстон ( США), актриса (президент жюри).
- Вероника Форке ( Испания), актриса.
- Энрико Ло Версо ( Италия), актёр.
- Клод Миллер ( Франция), кинорежиссёр.
- Лоне Шерфиг ( Дания), кинорежиссёр.
- Антонио Скармета ( Чили), писатель.
- Дин Тавуларис ( США), художник-постановщик.

## Фильмы фестиваля

### Официальный конкурс
- «Семь девственниц», реж. Альберто Родригес ( Испания)
- «Счастье», реж. Богдан Слама ( Чехия)
- «Апрельский снег», реж. Хо Джин Хо ( Республика Корея)
- «Аура», реж. Фабиан Бьелински ( Аргентина,  Испания,  Франция)
- «Бац! Бац! Орангутанг», реж. Симон Стахо ( Дания,  Швеция)
- «Тристрам Шенди: История петушка и бычка», реж. Майкл Уинтерботтом ( Великобритания)
- «В его руках», реж. Анн Фонтен ( Франция,  Бельгия)
- «От гроба до гроба», реж. Ян Цвиткович ( Словения)
- «Освещённые огнём», реж. Тристан Бауэр ( Аргентина)
- «Я здесь не для того, чтобы меня любили», реж. Стефан Бризе ( Франция)
- «Плохие времена», реж. Мануэль Мартин Куэнка ( Испания)
- «Убийство», реж. Пер Флю ( Дания,  Швеция,  Норвегия,  Великобритания)
- «Обаба», реж. Мончо Армендарис ( Испания)
- «Лето на балконе», реж. Андреас Дрезен ( Германия)
- «Южный экспресс», реж. Чема де ла Пенья ( Испания,  Португалия)
- «Подсолнух», реж. Чжан Ян ( Китай)
- «Страна приливов», реж. Терри Гиллиам ( Великобритания,  Канада)
- «Недобрый час», реж. Руй Герра ( Бразилия,  Аргентина,  Португалия)
- «Собачья жизнь Хуаниты Нарбони», реж. Фарида Бенльязид ( Испания,  Марокко)

### Вне конкурса
- «Самый быстрый «Индиан»», реж. Роджер Дональдсон ( Новая Зеландия)

## Лауреаты

### Официальные премии
- Золотая раковина: «Счастье», реж. Богдан Слама.
- Специальный приз жюри: «Освещённые огнём», реж. Тристан Бауэр.
- Серебряная раковина лучшему режиссёру: Чжан Ян («Подсолнух»).
- Серебряная раковина лучшей актрисе: Анна Гейслерова («Счастье»).
- Серебряная раковина лучшему актёру: Хуан Хосе Бальеста («Семь девственниц»).
- Приз жюри лучшему оператору : Джонг Линь («Подсолнух»).
- Приз жюри за лучший сценарий : Вольфганг Кольхаазе («Лето на балконе»).

### Почётная награда — «Доностия» за вклад в кинематограф
- Уиллем Дефо
- Бен Газзара